# 苯环的亲电取代定位效应
苯环的亲电取代定位效应（英語：Orientation effect of electrophilic aromatic directing groups）是指苯环上已有的取代基对亲电取代反应的影响。1895年霍里曼（Holleman）等从大量实验事实中归纳出这一规律。主要有两种影响：一、活化苯环，有利于亲电取代反应的发生；二、钝化苯环，不利于亲电取代反应的发生。

## 影响因素

### 取代基的影响

#### 第一类邻、对位定位基
邻、对位定位基亦被称为、定位基，可使新的取代基主要进入邻、对位（ + >60%），除了卤素以外都可使苯环活化，有利于亲电取代反应的进行。

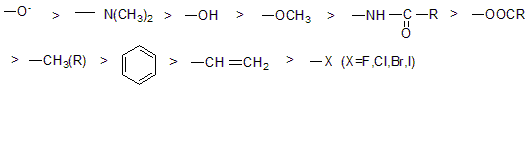
部分第一类定位基及其定位效应的强弱

#### 第二类间位定位基
间位定位基亦被称为定位基，可使新的定位基主要进入间位（>40%），并使苯环钝化，不利于亲电取代反应的进行。

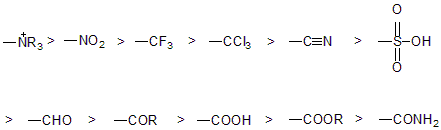
部分第二类定位基及其定位效应的强弱

### 空间位阻的影响
取代基X有立体效应，但只有邻位有影响。若X体积较大，可对新基产生空间位阻，阻碍其取代X的氢原子。

## 定位基的解释

### 邻、对位定位基
除了卤素以外，其他邻对位定位基都是推电子基。因而可以向苯环提供电子，从而使得苯环上的π电子云密度增加。π电子云密度增加，有利于亲电试剂进攻苯环，使得亲电取代反应更容易进行。并且，根据诱导效应易知邻位和对位的电子云密度比间位的电子云密度增加得更多。所以，邻位和对位的产率更高。

#### 烷基
烷基的碳取3杂化，而苯环上的碳取2杂化，因为轨道的电负性2>3，所以烷基是推电子基，向苯环提供电子。烷基（尤其是甲基）键的电子可以和苯环形成σ-π超共轭体系，从而使得苯环活化。亲电试剂进攻苯环形成碳正离子的稳定性不同，也是重要原因之一。

#### 取代基中的氧或氮原子直接与苯环相连
根据诱导效应，氧和氮的电负性强于碳，应该是拉电子的，使得苯环的电子云密度降低，减弱其发生亲电取代反应的能力。但是，氧和氮原子拥有未成对电子，可以与苯环形成p-π共轭体系。所以，共轭效应和诱导效应产生了矛盾。反应时，动态共轭效应占据主导，使得共轭π电子向苯环移动，有利于发生亲电取代反应，且邻、对位更易反应。

#### 鹵素
鹵素的電負性大於碳，使得苯環的電子雲密度降低。儘管鹵素可以和苯環形成共軛體系。但是氯、溴、碘的原子半徑過大，導致共軛的效果不好。因此，誘導效應大於共軛效應，不利於親電取代反應的發生。對於氟原子，儘管半徑較小，有利於共軛效應，但是氟的電負性很大，也使得誘導效應大於共軛效應。從親電試劑進攻鹵素原子的鄰、對位和間位所生成的碳正離子來看，鄰、對位生成的碳正離子更穩定，而進攻間位則不能產生類似的穩定極限結構。因此，取代反應主要發生在鹵素的鄰、對位。但是，反應比苯的取代困難。 

### 间位定位基
一般地，间位定位基大都是直接与苯环相连的原子含有不饱和键或是正离子的基团，都是拉电子基，使得苯环的电子云密度降低，不利于亲电取代反应的进行。其中，邻、对位电子云密度降低要比间位多。此外，间位定位基还会使苯环钝化，不利于反应的继续进行。

## 定位效应的应用

### 预测反应所得的主要产物
根据定位基的定位效果，可以判断新导入的定位基的位置。但是，若苯环上已经有了两个取代基，第三个取代基进入苯环的位置则取决于已有基团的性质与位置。
一、原有取代基不是同一类，第三个取代基导入的位置一般取决于邻对位定位基。

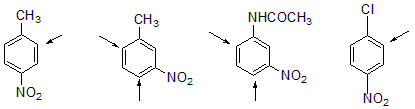
箭头处为主要产物

二、原有取代基是同一类，第三个取代基导入的位置一般取决于较强的定位基。

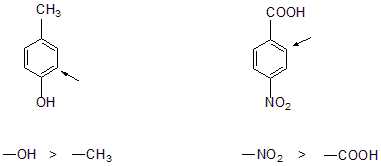
箭头处为主要产物

### 指导合成路线
苯作为一种极其重要的化工原料，其产物丰富多样，定位效应对产物以及产率有着重要影响。根据定位基的定位效果，可以指导选择合适的合成路线。
(硝基是間位修飾才對)

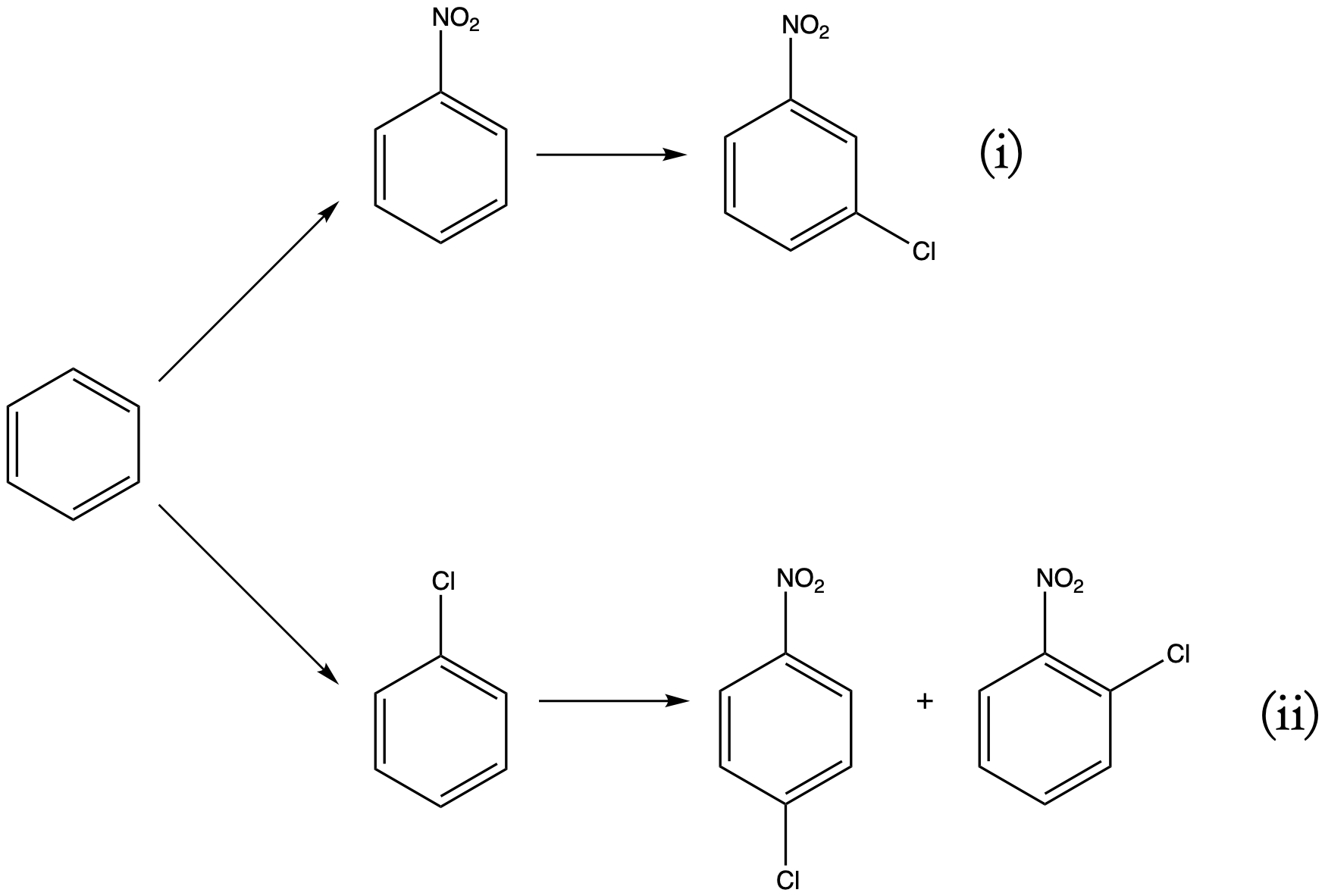
间硝基氯苯的合成路线

合成间硝基氯苯，图中路线Ⅰ明显优于路线Ⅱ。由此可见苯环的亲电取代定位效应对于有机合成的重要指导作用。